# Cnemaspis kumpoli
Cnemaspis kumpoli este o specie de șopârle din genul Cnemaspis, familia Gekkonidae, descrisă de Taylor 1963. Conform Catalogue of Life specia Cnemaspis kumpoli nu are subspecii cunoscute.